# 大埔美
大埔美，臺灣話口語上稱為大埔尾，是臺灣嘉義縣大林鎮的一個傳統地域名稱，位於該鎮東部。相較於今日行政區，其範圍大致包括大美里、過溪里。

## 歷史
台灣日治初期，大埔美地區為一（舊制）街庄，稱為「大埔美庄」，隸屬於打貓東下堡。該庄西北與內林庄為鄰，北與林頭庄為鄰，東北隔到孔山溪（今華興溪）與崁腳庄為界，東南與過山庄為鄰，南邊為中坑庄，西邊為中林庄、林仔前庄。
1901年（日治明治三十四年）11月，全台設置二十廳，該庄隸屬於嘉義廳。1903年（明治三十六年）6月，該庄編入「大莆林區」，隸屬於嘉義廳。1909年（明治四十二年）10月，合併二十廳為十二廳，大莆林區仍隸屬於嘉義廳。1920年（大正九年），廢十二廳改設五州二廳，該庄改制為「大埔美」大字，隸屬於臺南州嘉義郡大林庄（新制街庄）。1943年10月1日，大林庄升格為大林街。
戰後大林街改制為大林鎮，隸屬於臺南縣，大字亦改制為里。1950年雲、嘉、南分治，大林鎮改隸屬於嘉義縣。

## 聚落
本地區發展較早的聚落有崎頭（已消失）、油車店、過溪（大埔美）等，在日治期初期的官方地圖上已有記載。此外，本地區尚有新崎頭、互助社區等聚落。

## 交通
國道3號又稱「福爾摩沙高速公路」，是貫穿台灣西部的兩條縱向高速公路之一，經過本地區東部，並在境內縣道162號交會處設有梅山交流道。由此可快速前往國道3號沿線各地。
縣道162號是溪口至梅山的道路，經過本地區過溪聚落。由該道路西行可前往大林鎮大林市區、溪口鄉，並止於縣道157號轉角路口；東行可前往梅山鄉梅山市區西北郊，並止於省道台3線路口。
鄉道嘉98線是水汴頭至大埔美的道路。
鄉道嘉101線是北勢至沙崙的道路。
鄉道嘉103-1線是舊崎頭至土地公崎的道路。
鄉道嘉103-2線是開元後至龍岩的道路。
鄉道嘉104線是中林至大埔美的道路。

## 產業
- 大埔美精密機械園區（部分）